# علم و هنر شبیه‌سازی سیستم‌ها
علم و هنر شبیه‌سازی سیستم‌ها کتابی از رابرت شانون با ترجمهٔ علی اکبر عرب مازار است که در سال ۱۳۷۱ منتشر و در مراسم کتاب سال جمهوری اسلامی ایران به‌عنوان کتاب برگزیده معرفی شد.